# 尋找背海的人
《尋找背海的人》是“他們在島嶼寫作．文學大師系列電影”之一，為導演林靖傑以「台灣現代主義大師」小說家王文興為對象所拍攝的紀錄片。除了對王文興細膩深刻的追蹤紀錄，導演更透過動畫、劇場等多重藝術媒體，讓觀眾得以一窺王文興極具風格的小說美學，以及王文興身為作家對於書寫、文字的虔誠信仰。導演還找來演員莫子儀和王琄，以舞台劇方式飾演王文興經典作品《家變》中的人物。

## 影展
- 2011 第13屆台北電影節 獲「媒體推薦獎」、入圍「台北電影獎紀錄片類」
- 2011 第48屆金馬獎 獲「最佳剪輯」、入围「最佳紀錄片」
- 2011 第08屆香港亞洲電影節「台灣電影速遞」單元 受邀參展
- 2012 第08屆台灣國際紀錄片雙年展 獲「台灣評審團特別推薦獎」及「國際長片競賽優等獎」
- 2012 第04屆中國杭州亞洲青年影展「台灣新象」單元
- 2013 第46屆美國休士頓國際影展 獲「影視製作自傳類─金牌獎」[1]

## 外部連結
- 他們在島嶼寫作的Facebook專頁
- MSN娛樂上《他們在島嶼寫作--文學大師系列影展》的資料（繁體中文）

- MSN娛樂上《他們在島嶼寫作--文學大師系列電影》的資料（繁體中文）

- YouTube上的《尋找背海的人The Man behind the Book》預告
- 開眼電影網上《尋找背海的人》的資料（繁體中文）
- 豆瓣电影上《尋找背海的人》的資料 （简体中文）
- 时光网上《尋找背海的人》的資料（简体中文）